# 폰테라
폰테라(Fonterra Co-operative Group Limited)는 낙농업을 기반으로 하는 뉴질랜드의 협동조합 형태의 다국적 기업이다.